# Jonas Hallenberg
Jonas Hallenberg, född 7 november 1748 i Hallaryds socken i Kronobergs län, död 30 oktober 1834 i Klara församling i Stockholm, var en svensk historiker, riksantikvarie och Sveriges sista rikshistoriograf.

## Biografi

### Studier och tjänst i Stockholm
Jonas Hallenberg kom från Hallaryd där hans far, bonden Anders Eskilsson, ägde en liten hemmansdel. Genom sin morbror Anders Hallenberg, som var eloquentiæ lektor vid Växjö gymnasium, fick han möjlighet att studera där och blev 1771 student vid Uppsala universitet. År 1776 promoverades han till filosofie magister och blev samma år docent i historia. Efter att Eric Michael Fant tillsatts på professuren i historia 1781 flyttade Hallenberg till Stockholm, där han blev extra ordinarie tjänsteman i Riksarkivet, Kungliga biblioteket och Svea hovrätt. Dessutom ägnade han sig åt historisk forskning, vars första större resultat var Nya allmänna historien från 16:de seculi början (1782–1785).

### Rikshistoriograf
Verket Nya allmänna historien från 16:de seculi början resulterade i att han 1784 utnämndes till rikshistoriograf med ett årligt anslag av 300 riksdaler specie. Hallenberg kunde därefter utan ekonomiska bekymmer fortsätta sina arkivforskningar och utgav 1784 Handlingar till Konung Gustaf II Adolphs historia, 1:a samlingen. År 1788 företog han en forskningsresa till Köpenhamn. 
1790–1796 utkom Hallenbergs mest betydande verk, Svea rikes historia under konung Gustaf Adolph den stores regering. Hallenberg framstår här som en arvtagare till Sven Lagerbring och dennes kritiska metod. Han söker på varje punkt bevisa sina uppgifter genom citat från källorna. Dock avhåller sig Hallenberg från resonemang om dessa faktas betydelse, påpekar ingen utveckling i det som sker och framhåller ej sammanhanget mellan Sveriges historia och den allmänna. Han är dessutom bunden vid en kronologisk ram i framställningen och blandar viktigt och oviktigt på ett tidstypiskt sätt. Men hans arbete kan anses som det modernaste i svensk historieskrivning vid denna tid.

### Övriga forskarinsatser
Till följd av ringa uppmuntran av samtiden avbröt Hallenberg sitt historiska arbete efter femte delen, som sträcker sig till 1626. Han lade därefter sina historiska forskningar åsido och ägnade sig nästan uteslutande åt språkstudier och numismatik. Hans språkforskningar omfattade inte bara de grekiska, latinska, fornnordiska och de allmännare kända levande språken, utan även flera både äldre och nyare bland de orientaliska och slaviska språken, ur vilka han hämtade bidrag till ett arbete "om det Sveogötiska språkets ursprung". Den bibliska exegetiken riktade han med tre avhandlingar: Dogmatis de resurrectione corporum mortuorum origo (1798), 
Historiska anmärkningar öfver Uppenbarelseboken (1800) och Ljus öfver Bibeln eller de gamle orientalers och judars hemliga lära för skriftens inre och yttre mening (2:a uppl. 1875). Bland Hallenbergs numismatiska arbeten märks Historisk af handling om mynt och warors wärde i Sverige under konung Gustaf I:s regering (1798). Han ägde vidare goda botaniska kunskaper.

### Riksantikvarie
1803 utnämndes Hallenberg till riksantikvarie och garde des médailles, det vill säga föreståndare för Myntkabinettet, samt sekreterare i Vitterhetsakademien, vars ledamot han blivit 1786. Såväl fornfynd som mynt inlåstes, inlagda i pappersomslag eller påsar, i skåp och lådor, där de blev liggande. Hallenbergs arkeologiska skrifter blev snart föråldrade. Han ville framför allt söka förklaring på arkeologiska frågor i de klassiska kulturfolkens skrifter. 

### Ålderdom
Hallenberg, som 1812 fick kansliråds namn och värdighet, blev samma år ledamot av Vetenskapsakademien samt upphöjdes 1818 i adligt stånd, men tog aldrig inträde på Sveriges riddarhus. 1819 nedlade han sina befattningar. Mot slutet av sitt liv återvände Hallenberg till sina historiska studier och skrev Anmärkningar öfver första delen af Sven Lagerbrings Svea rikes historia (1819–1822), en bittert hållen kritik som visar Hallenbergs lärdom och kritiska skarpsinne men som i flera hänseenden är småaktig och ej gör rättvisa åt förtjänsterna i Lagerbrings halvsekelgamla skrift. I handskrift efterlämnade han ett påbörjat arbete, "Svea rikes historia under konung Gustaf III:s regering", och en diger "Historia Persiæ antiquæ". År 1827 promoverades han till jubelmagister vid sitt gamla universitet. Han avled ogift.